# 閉迴路傳遞函數
閉迴路傳遞函數（英語：closed-loop transfer function）是控制理論中描述了系統的反饋迴路对受控过程输入信号的综合影响结果的数学函数。可以用閉迴路傳遞函數得知回授系統的頻率響應，判斷其是否穩定。
控制系統會有其受控體，也會有控制器來調整受控體的輸出，在閉迴路系統中會有反饋迴路，讓控制器可以依其回授調整受控體，受控體、控制器和反饋迴路都有其傳遞函數，也可以根據這些傳遞函數計算整個系統的函數，也就是閉迴路傳遞函數。

## 簡介
閉迴路的傳遞函數可以在輸出端量測，輸出信號的波形可以由輸入信號波形及閉迴路傳遞函數計算而得。
以下是一個閉迴路傳遞函數的例子：
計算總和的節點和G(s)及H(s)可以合併為一個方塊，其傳遞函數如下：
{\displaystyle {\dfrac {Y(s)}{X(s)}}={\dfrac {G(s)}{1+G(s)H(s)}}}

## 推導
先定義中間信號Z如下：
藉由上圖可得
{\displaystyle Y(s)=Z(s)G(s)\Rightarrow Z(s)={\dfrac {Y(s)}{G(s)}}}
{\displaystyle X(s)-Y(s)H(s)=Z(s)={\dfrac {Y(s)}{G(s)}}\Rightarrow X(s)=Y(s)\left[{1+G(s)H(s)}\right]/G(s)}
{\displaystyle \Rightarrow {\dfrac {Y(s)}{X(s)}}={\dfrac {G(s)}{1+G(s)H(s)}}}